# Bradford Cox
Bradford Cox est un chanteur américain né en 1982 à Athens en Géorgie (États-Unis). Il est principalement connu comme chanteur-guitariste du groupe Deerhunter qu'il a formé en 2001. Il publie aussi des disques solo sous le pseudonyme d'« Atlas Sound » dans lesquels il explore des éléments plus experimentaux. Il fait également une apparition en tant qu'acteur dans le film Dallas Buyers Club de Jean-Marc Vallée en 2013.
Sa méthode créative est à rapprocher des méthodes littéraires du courant de conscience ; ainsi, les paroles de ses chansons ne sont pas écrites à l'avance mais improvisées pendant l'enregistrement.

## Vie privée
Bradford Cox est atteint du syndrome de Marfan.
A noter qu'il est également asexuel.

## Discographie
Bradford Cox a principalement enregistré et publié des disques avec Deerhunter et Atlas Sound. Il a aussi joué dans le groupe Wet dreams, a enregistré des morceaux en tant que batteur pour les Black Lips et a aussi travaillé avec Karen O.
La discographie présentée ici n'est que partielle.